# Casata di Lippe

Stemma principesco della Casa di Lippe

La Casata di Lippe è una casa principesca tedesca. La casa di Lippe discende dal conte Giobbe Ermanno di Lippe (morto c. 1056) il cui figlio Bernardo I fu il fondatore del Lippe nel 1123.
Nel 1613 i territori della casata vennero divisi in Lippe-Detmold, Lippe-Brake e Lippe-Alverdissen. Nel 1643 il conte Filippo di Lippe-Alverdissen fondò la linea di Schaumburg-Lippe. Nel 1905 con la morte di Alessandro di Lippe la linea principale di Lippe-Detmold si estinse e subentrò Leopoldo di Lippe-Biesterfeld al trono come principe di Lippe.
Con la Rivoluzione tedesca del 1918, i principi di Lippe e Schaumburg-Lippe vennero forzati ad abdicare ponendo fine al governo della casata su Lippe dopo 795 anni di dominio incontrastato. Nel 1937 il principe Bernardo di Lippe-Biesterfeld sposò la principessa Giuliana dei Paesi Bassi. Con l'ascesa al trono olandese della loro figlia Beatrice nel 1980, la casata mutò nome in Orange-Nassau anche se Beatrice e le sue sorelle sono agnaticamente membri della casa di Lippe.

## Stati governati dalla Casa di Lippe
- Lippe (1123–1918) conosciuto anche come Lippe-Detmold dal 1613.
- Lippe-Brake (1613–1709)
- Lippe-Alverdissen (1613–1640) e (1681–1777)
- Lippe-Biesterfeld (–1918)
- Lippe-Weissenfeld (–1918)
- Schaumburg-Lippe (1643–1918)

## Collegamenti
- Consorti dei sovrani di Lippe